# Niclas Füllkrug
Niclas Filkrug (Hannover, 9. veljače 1993.) njemački je nogometaš koji igra na poziciji napadača. Trenutačno igra za West Ham United i njemačku reprezentaciju.

## Klupska karijera
Niclas dolazi iz nogometne obitelji. Njegova sestra Anna-Lena, igra za žensku momčad Hannovera (također na poziciji napadača), dok je njegov djed Gerd bio igrač Armenije iz Hannovera.
Kao mlada zvijezda Werdera iz Bremena, Füllkrug je započeo svoju seniorsku karijeru u klupskim rezervama. Nakon nastupa s prvom momčadi i posudbe drugoligašu Greuther Fürthu u sezoni 2013./14., preselio se u 1. FC Nürnberg. Njegove izvedbe u Nürnbergu donijele su mu prelazak u Hannover 96 2016. godine. U travnju 2019. vratio se u Werder Bremen za sezonu 2019./20. i tamo je igrao četiri sezone prije nego što se 2023. pridružio Borussiji Dortmund.
Najveći dio karijere proveo je u njemačkoj drugoj ligi, popularnoj „Zweite”, gdje je u prvenstvenoj utakmici kao igrač Greuther Fürtha postigao najbrži hat-trick u povijesti ove lige. Füllkrug je zabio tri gola u samo 12 minuta u pobjedi Greuther Fürtha 6:2 nad Erzgebirge Aue 2013. godine.
Njegovi suigrači prozvali su ga "Lücke" (hrvatski: razmak) zbog razmaka između njegovih zuba.

## Reprezentativna karijera
Nakon što ga je tadašnji izbornik Hansi Flick ubacio u igru u prijateljskoj utakmici protiv Omana u studenom 2022., Füllkrug je s 29 godina postao najstariji debitant u povijesti njemačke reprezentacije koji je zaigrao u prvoj postavi. Prije njega, Martin Max je bio najstariji debitant, Max je s 33 godine ušao u igru s klupe na Svjetskom prvenstvu u Japanu i Južnoj Koreji 2002. godine.
Na Svjetskom prvenstvu 2022. u Kataru, u utakmici protiv Španjolske, postigao je izjednačujući pogodak, što mu je bio prvi pogodak na svjetskim prvenstvima. Uvršten je u njemačku reprezentaciju za  Europsko prvenstvo u Njemačkoj 2024.